# Xylophanes suana
Xylophanes suana is een vlinder uit de familie van de pijlstaarten (Sphingidae). De wetenschappelijke naam van de soort werd in 1889 gepubliceerd door Herbert Druce.

## Beschrijving

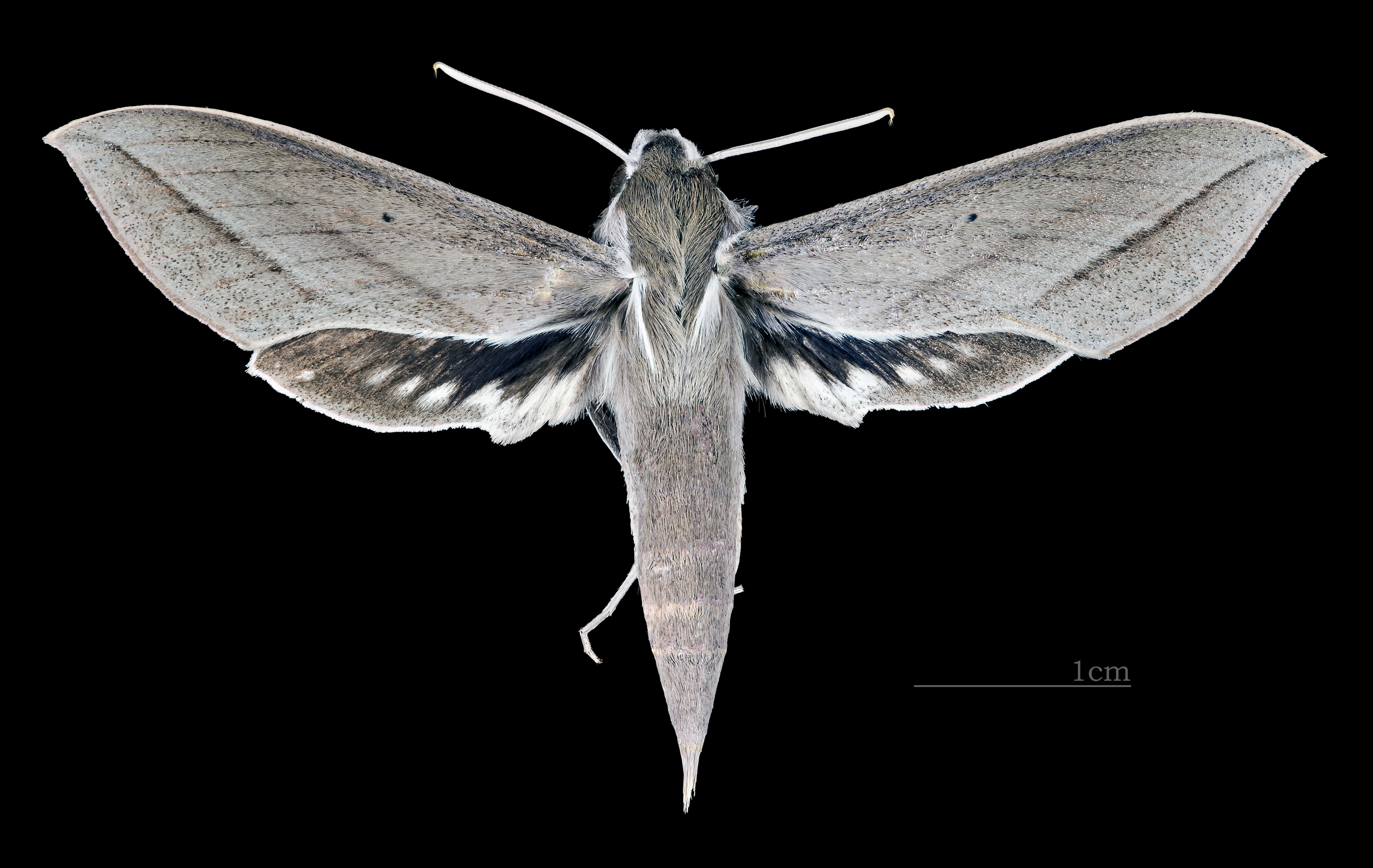
Xylophanes suana  ♀
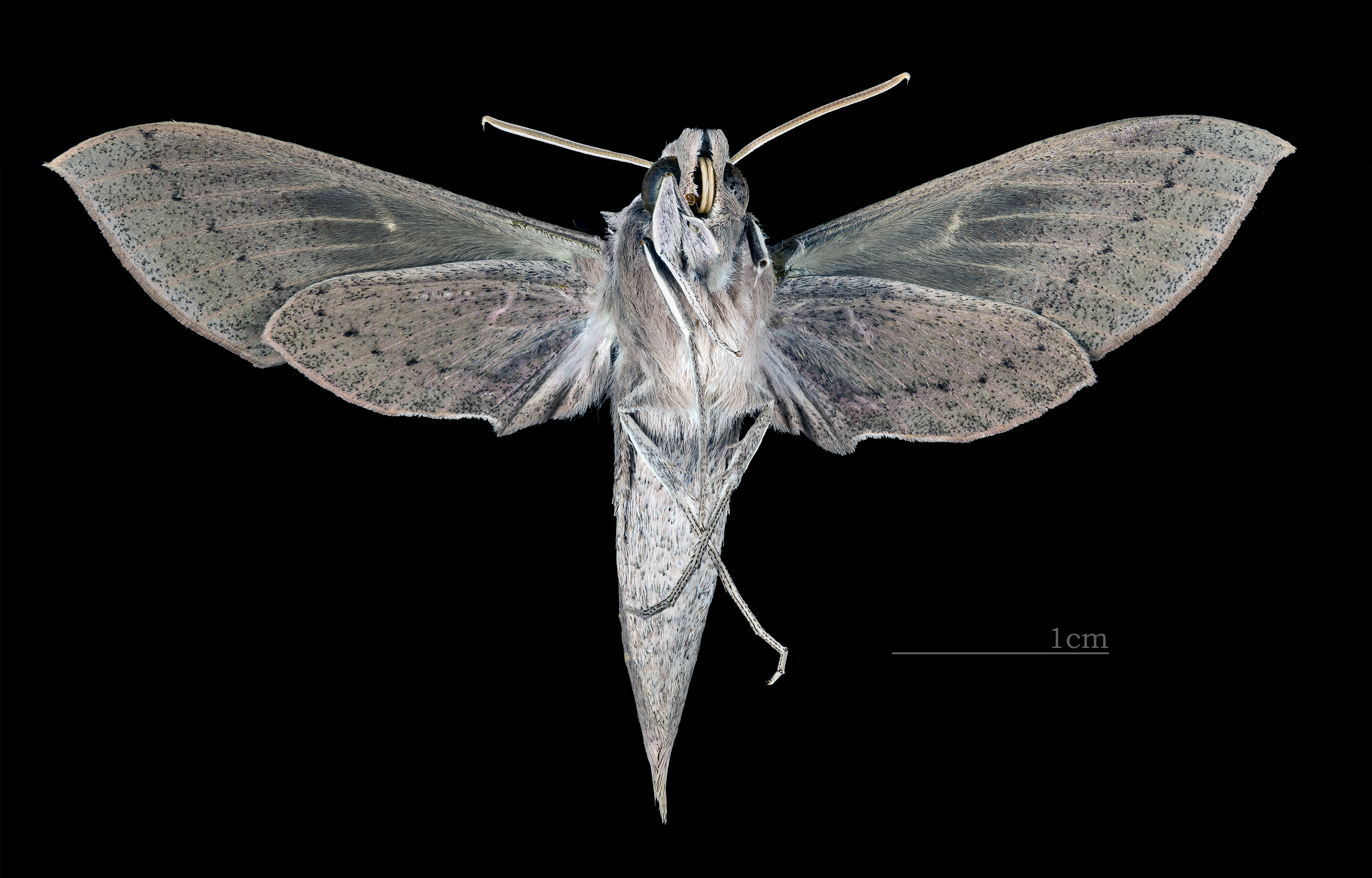
Xylophanes suana ♀ △